# Selkemulde

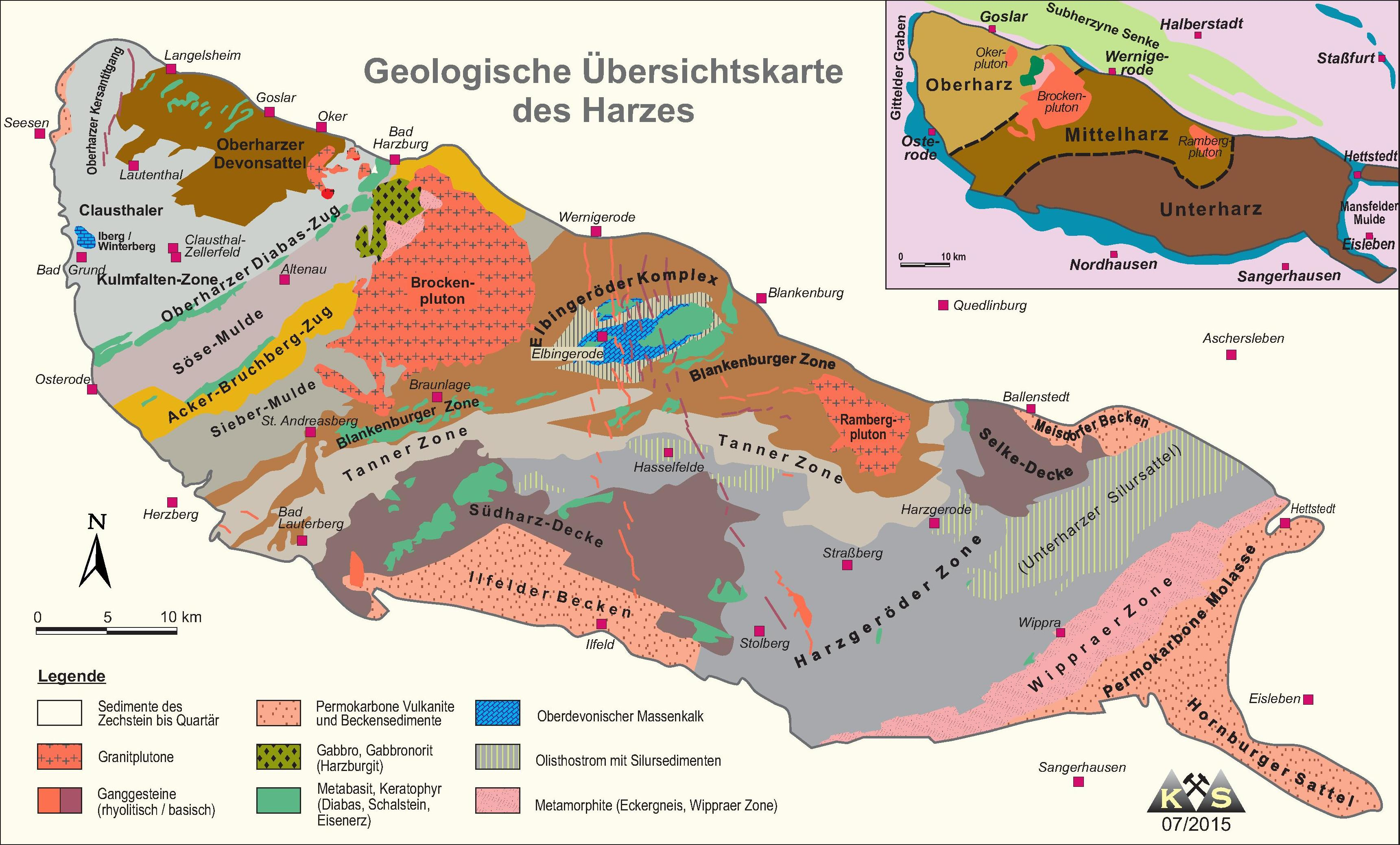
Geologische Übersichtskarte des Harzes (K. Stedingk, Landesamt für Geologie und Bergwesen Sachsen-Anhalt)

Die Selkemulde im Unterharz (nach dem Fluss Selke) bzw. Selke-Decke ist eine der geologischen Einheiten des Harzes. Sie befindet sich südlich von Ballenstedt zwischen der Harzgeröder Zone (nach dem Ort Harzgerode) und dem Meisdorfer Becken (nach dem Ort Meisdorf).
Sie ist ein Gegenstück zur Südharzmulde, stratigraphisch sind sie gleich aufgebaut. Die Selkemulde und die Südharzmulde haben Gleitdecken.
Karl August Lossen war einer der ersten, der sich mit der Lithologie der Selke-Decke beschäftigte, und damals – entgegen dem heutigen Kenntnisstand – den Begriff Selke-„Mulde“ prägte.